# 사자묘
사자묘(史子眇, 생몰년 미상)는 후한의 도사이다.
일찍이 후한 영제는 아들을 계속 낳았으나 계속 이름도 짓기 전에 죽었다. 그런데 영사황후 하씨가 낳은 유변은 이름은 간신히 지었으나, 언제 죽을 지 알 수 없었다. 영사황후 하씨의 어머니인 무양군은 유변이 궁중에서 자라면 요절한다는 점괘를 받았기 때문에 영사황후 하씨를 시켜 유변을 궁궐 밖으로 빼내 왔다. 이후 무양군은 도사인 사자묘에게 유변의 양육을 일임시켰다. 이 때문에 유변은 사후(史侯)라 불리었는데 궁중에서 자라지 않은 탓에 궁중 예법을 전혀 배우지 않았으며, 도사에게 양육된 탓에 성격이 경박했다. 이걸 알게 된 후한 영제는 유변이 천자가 되기에는 너무 경박해서 제위를 그 동생인 유협에게 물려줄 것으로 확정지었다. 하지만 후한 영제가 급사하자 이 혼란을 틈타 영사황후 하씨가 임의대로 유변을 즉위시켰다. 하지만 그 유변도 얼마 못가 동탁에 의해 폐위된 후 이유가 준 정체불명의 약을 먹고 횡사했다.
유변이 어느 정도 자라서 궁중에 입궐한 이후 유변은 경박하고 유협은 어른스러워 성격이 정반대임에도 둘은 친분이 깊었다.